# Sermet Çağan
Sermet Çağan (ur. 10 kwietnia 1929 w Amasyi, zm. 5 sierpnia 1970 w Stambule) – turecki reżyser, dramatopisarz, scenograf i aktor.

## Życiorys
Od 1953 pracował w teatrach w Ankarze i Stambule, w latach 60. założył Związek Zawodowy Nauczycieli w Turcji i przy nim teatr objazdowy występujący w Anatolii. Teatr ten wykształcił wielu współczesnych artystów tureckiego teatru. Do ważniejszych przedstawień realizowanych w latach 60. należały Ah, Biz Eşekler (Ach, my osiołki) według Aziza Nesina, Pożądanie w cieniu wiązów według Eugene O’Neilla, Karabiny pani Carrar Bertolda Brechta i Policja Sławomira Mrożka. Inscenizacja własnej sztuki Çağana Ayak Bacak Fabrikası (Fabryka stóp i nóg) i przedstawienie Savaş Oyunu (Zabawa w wojnę) według własnego scenariusza (napisanego wraz z Özdemirem Nutku), w których tradycja europejskiego teatru (zwłaszcza brechtowskiego) została umiejętnie połączona z formą otwartą tradycyjnego teatru tureckiego (orta oyunu, karagöz) przyniosła mu największe uznanie i nagrody na międzynarodowych festiwalach.